# Adolfo Hirsch
Adolfo José Hirsch (sinh ngày 31 tháng 1 năm 1986) là một cầu thủ bóng đá người San Marino thi đấu cho câu lạc bộ địa phương Pennarossa và đội tuyển quốc gia San Marino, ở vị trí Tiền đạo.

## Sự nghiệp quốc tế
Là một người sinh ra và lớn lên ở Argentina, Hirsch di cư đến San Marino năm 2009. Anh ra mắt quốc tế cho San Marino ngày 10 tháng 8 năm 2011, vào sân ở phút thứ 81 trong thất bại giao hữu 0–1 trước România.